# حرق مقر الجويهل
حرق مقر الجويهل هي حادثة وقعت عام 2012، عندما اندلعت احتجاجات في العديلية بالكويت، ردًا على تصريحات أدلى بها المرشح محمد الجويهل ضد المرشح عبيد الوسمي. تصاعدت الاحتجاجات إلى أعمال عنف، مما أدى إلى حرق مقر حملته الانتخابية على يد مجموعة تتكون في معظمها من أفراد قبيلة مطير، الذين شعروا بالإهانة من تعليقاته.
في يوم الاحتجاج، تجمعت مجموعات كبيرة من أبناء قبيلة مطير أمام مقر الجويهل في العديلية. تصاعدت حدة التوتر، وأضرم بعض المتظاهرين النار في المبنى، مدمرين إياه ومحتوياته. وأصبحت عبارة «شبَّت النار» شعارًا للمشاركين في الهجوم. ورغم جهود قوات الأمن لاحتواء الموقف، إلا أن الحريق تسبب بأضرار جسيمة.